# Fairy Tale (romanzo)
Fairy Tale è un romanzo dark fantasy scritto da Stephen King, pubblicato in contemporanea il 6 settembre 2022 negli USA da Scribner e in Italia da Sperling & Kupfer.

## Dedica
Con un pensiero per REH, ERB e, ovviamente, HPL.

## Trama
Charles McGee Reade (soprannominato Charlie) è un ragazzo di diciassette anni che vive a Sentry's Rest (Illinois) con il padre vedovo, George. Quando Charlie aveva sette anni, nel novembre del 2003, sua madre fu investita e uccisa da un furgone e il dolore che ne derivò portò suo padre all'alcolismo. Charlie, terrorizzato dall'idea di restare senza casa col padre malato e disoccupato da anni, fa un voto promettendo "qualcosa in cambio" se suo padre dovesse guarire. L'uomo riesce alla fine a disintossicarsi con l'aiuto degli A.A. 
Un giorno, nell'aprile del 2013, Charlie trova il suo anziano vicino, il signor Howard Adrian Bowditch, ferito nel cortile di casa e chiama un'ambulanza. Sentendosi sempre legato al suo voto, Charlie accetta di badare a Radar, l'anziano cane da pastore tedesco femmina del signor Bowditch, e al suo ritorno dall'ospedale, allo stesso signor Bowditch. L'uomo condivide con Charlie una scorta di pepite d'oro che usa per pagare le spese dell'ospedale, ma è riservato sulla sua provenienza.
In ottobre la salute di Radar è notevolmente peggiorata, a causa della sua età, e il signor Bowditch subisce un infarto e muore. Lascia al ragazzo un messaggio registrato dove rivela che in realtà si chiamava Adrian Howard Bowditch, era nato nel 1894 ed aveva 120 anni e che il capanno chiuso a chiave nel suo cortile contiene un portale per un "Altro" mondo, da cui proviene il suo oro e dove esiste una meridiana magica in grado di ringiovanire chi la utilizza. L'uomo lo ha sempre mantenuto segreto per prevenirne lo sfruttamento. Charlie decide di cercare la meridiana per salvare Radar e vi avventura con il cane e armato della .45 di Howard.
Nell'altro mondo, Empis, di giorno il cielo è perennemente nuvoloso e la notte è dominata da branchi di lupi feroci che aggrediscono chiunque. Nelle varie tappe del loro viaggio, i due trovano guida e ospitalità presso Dora, una calzolaia, e poi dai membri della famiglia reale Gallien esiliati: Leah, Stephen "Woody" Woodleigh e Claudia. Tutti loro sono stati maledetti dal Predatore, il grande male che ha epurato la famiglia reale: Leah ha perso la bocca, Stephen gli occhi e Claudia le orecchie. Tutti gli altri abitanti di Empis sono affetti da una malattia nota come "il grigio".
Charlie e Radar si dirigono verso la città deserta di Lilimar, sede della meridiana. Durante il viaggio salvano un grillo rosso delle dimensioni di un gatto dalle torture di un nano di nome Peterkin, che fugge promettendo vendetta. Nella città si districano tra le sue strade guidati dalle iniziali "AB" di Howard, incise quando l'uomo fece il primo viaggio. Arrivato alla meridiana Charlie ne aggira la guardiana, una gigantessa di nome Hana, e porta Radar sulla piattaforma e aziona il meccanismo che la fa ringiovanire. Tuttavia i due si perdono cercando di uscire nuovamente dalla città: Peterkin li ha seguiti e ha cancellato le iniziali "AB" e i due vengono scoperti e attaccati da un esercito di "soldati notturni" non morti. Radar scappa ma Charlie viene portato in una prigione sotterranea chiamata Deep Maleen.
Durante la prigionia, lui e gli altri detenuti sono costretti ad allenarsi per il Grande Torneo in attesa che vengano trovati i 32 partecipanti necessari per i combattimenti. Charlie apprende dai detenuti che il Predatore è in realtà Elden dei Gallien, il fratello di Leah e che lui è creduto il loro vero principe e salvatore. Si rende conto che i suoi capelli e gli occhi stanno diventando, da castani, rispettivamente biondi e azzurri, e che la lingua di Empis sta diventando sempre più naturale per lui. Un giorno Charlie riceve la visita del grillo rosso che porta un messaggio di Claudia attaccato sull'addome, che gli dà fiducia per organizzare una fuga. Nel frattempo inizia il torneo, Charlie sopravvive al primo round, ma prima dell'inizio del secondo , lui e i restanti detenuti scappano dalla struttura con l'aiuto di un guardiano grigio di nome Pursey. Nello scappare vengono inseguiti dalla gigantessa Molly la Rossa, figlia di Hana, che uccide Peterkin. Poco dopo Charlie spara ripetutamente alla gigantessa e questa muore, dando così la possibilità di fuggire al gruppo.
Una volta fuori città, Charlie si riunisce con Radar, Dora e la famiglia Gallien e scopre del passato di Elden: essendo i due fratelli più piccoli, Leah ed Elden erano molto legati. Leah era coccolata dai genitori in quanto la più piccola, ma odiata dalle sorelle, gelose. Elden, nato in parte deforme, non solo era odiato dal fratello maggiore, ma ignorato dai genitori. Elden scoprì il Pozzo Profondo, che poteva essere aperto solo quando le due lune di Empis, Bella e Arabella, si toccavano nel cielo, e all'interno del quale viveva una creatura malvagia chiamata Gogmagog. Pensava di poterne sfruttare il potere, ma venne trasformato nel Predatore, il burattino di Gogmagog, e maledì Empis per vendetta. 
Il gruppo ha intenzione di tornare a Lilimar e sconfiggere il Predatore prima che le lune si scontrino di nuovo e possa aprire ancora una volta il Pozzo Profondo, ma Leah è in conflitto a causa del suo amore per Elden, rifiutandosi di credere che suo fratello sia in realtà il Predatore. Tuttavia, Charlie la convince a unirsi a loro e il gruppo, insieme anche al Grillo Rosso, si infiltra nelle profondità della città: si imbattono in Hana che piange la morte della figlia e poi li attacca, venendo uccisa dai proiettili di Charlie. Alla fine trovano il Pozzo Profondo mentre le due lune si scontrano e questo si apre. Leah, vedendo finalmente il Predatore con i suoi occhi, accetta quello che suo fratello è diventato e lo colpisce con il suo pugnale prima che venga trascinato nel pozzo da Gogmagog e ucciso. Quando Gogmagog emerge, Charlie, che ricorda la storia di Tremotino, gli urla ripetutamente il suo nome, facendolo ritirare nel pozzo, sconfitto.
Tornati in superficie, Charlie annuncia la loro vittoria e proclama Leah come la loro nuova regina.
Charlie si riprende dalle ferite riportate dall'incontro e i suoi capelli e gli occhi tornano al loro colore originale; intanto i cittadini iniziano a guarire dalla maledizione del grigio e i membri della famiglia reale dalle menomazioni, il popolo comincia a ricostruire la città e i cieli di Empis ora sono sgombri dalle nubi che prima la ottenebravano. Alla fine, Charlie e Radar salutano Leah e gli altri e tornano a casa attraverso la scala che avevano sceso in precedenza. Charlie, che è stato dichiarato scomparso nei quattro mesi in cui è stato a Empis (infatti scopre essere il febbraio del 2014), si riunisce con suo padre in un profondo abbraccio. 
Nell'epilogo, Charlie porta suo padre in un ultimo viaggio a Empis per dimostrargli la sua esistenza prima di sigillarne l'ingresso con il cemento, impedendo a chiunque altro di trovarlo.

## Richiami ad altre opere
- La casa di Howard, a causa del suo aspetto, viene soprannominata dai locali la "Casa di Psycho".
- Nel romanzo viene fatto riferimento a molte fiabe, alcune di queste sono:

1. Bianca neve e i sette nani
2. Hänsel e Gretel
3. Giacomino e il fagiolo magico
4. Rumpelstilzchen
5. I tre porcellini
6. Cappuccetto rosso
7. La ragazza delle oche
8. Riccioli d'oro

- Gli amici di Charlie, durante una conversazione, paragonano Radar al cane Cujo protagonista dell'omonimo romanzo.
- Charlie fa riferimento agli scritti di Lovecraft, tra cui Il richiamo di Cthulhu, I ratti nei muri e L'orrore di Dunwich.
- Durante la storia viene citato il poema Childe Roland alla Torre Nera giunse
- La meridiana viene paragonata alla giostra di "Il popolo dell'autunno" di Ray Bradbury

## Edizioni
- Stephen King, Fairy Tale, traduzione di Luca Briasco, Sperling & Kupfer, 2022,  p. 677, ISBN 9788820074449.